# Tarcento
Tarcento (friülà Tarcint) és un municipi italià, dins de la província d'Udine. L'any 2007 tenia 9.114 habitants. Limita amb els municipis de Cassacco, Lusevera, Magnano in Riviera, Montenars, Nimis, Reana del Rojale i Tricesimo.
Comprèn les fraccions de Bulfons, Ciseriis, Coia, Collalto, Collerumiz, Loneriacco, Molinis, Sammardenchia, Sedilis, Segnacco, Stella i Zomeais.

## Administració
| Període | Identitat      | Partit      |
| ------- | -------------- | ----------- |
| 2004-   | Roberto Pinosa | Centredreta |

## Galeria d'imatges

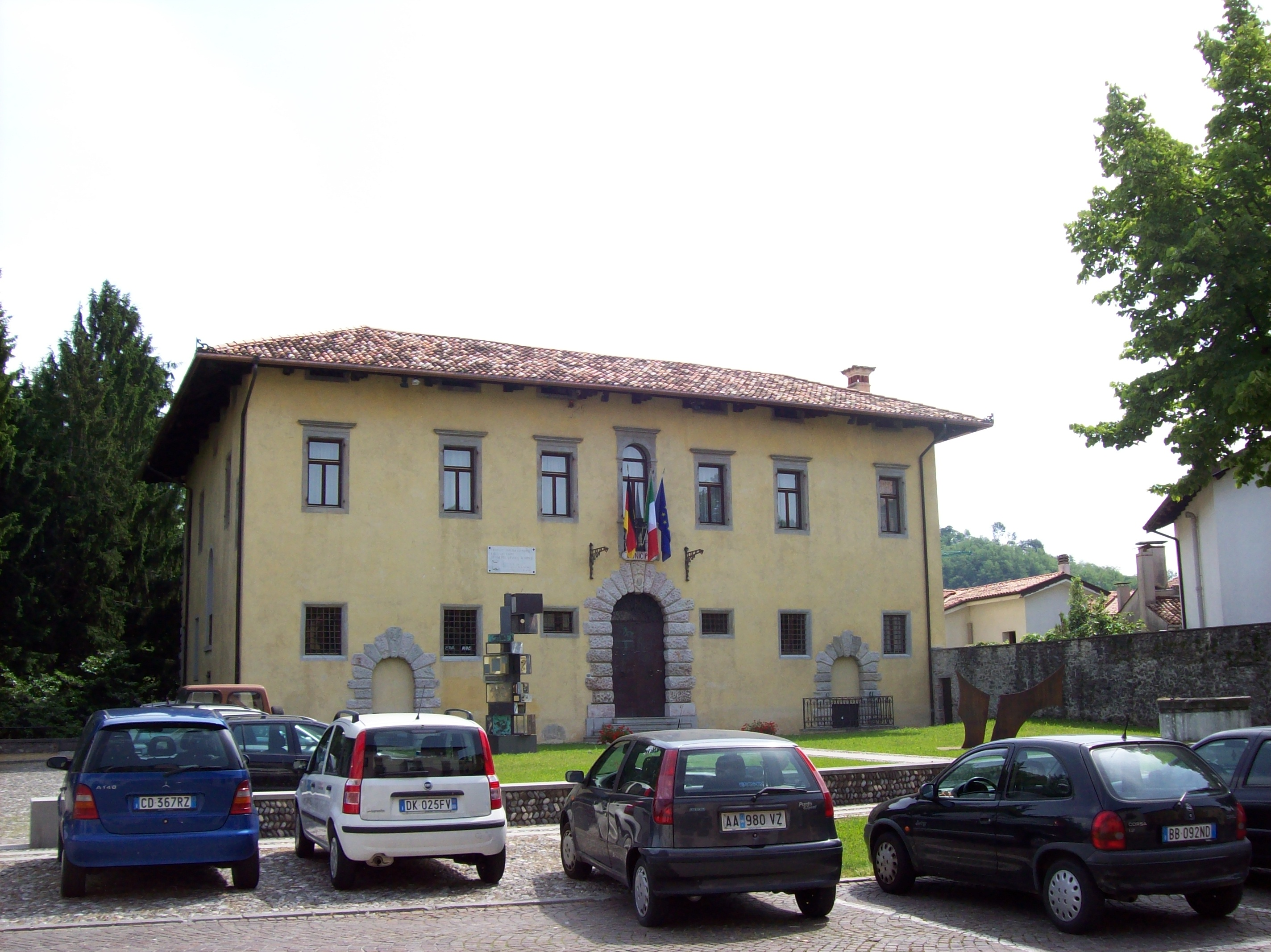
Palau Frangipane
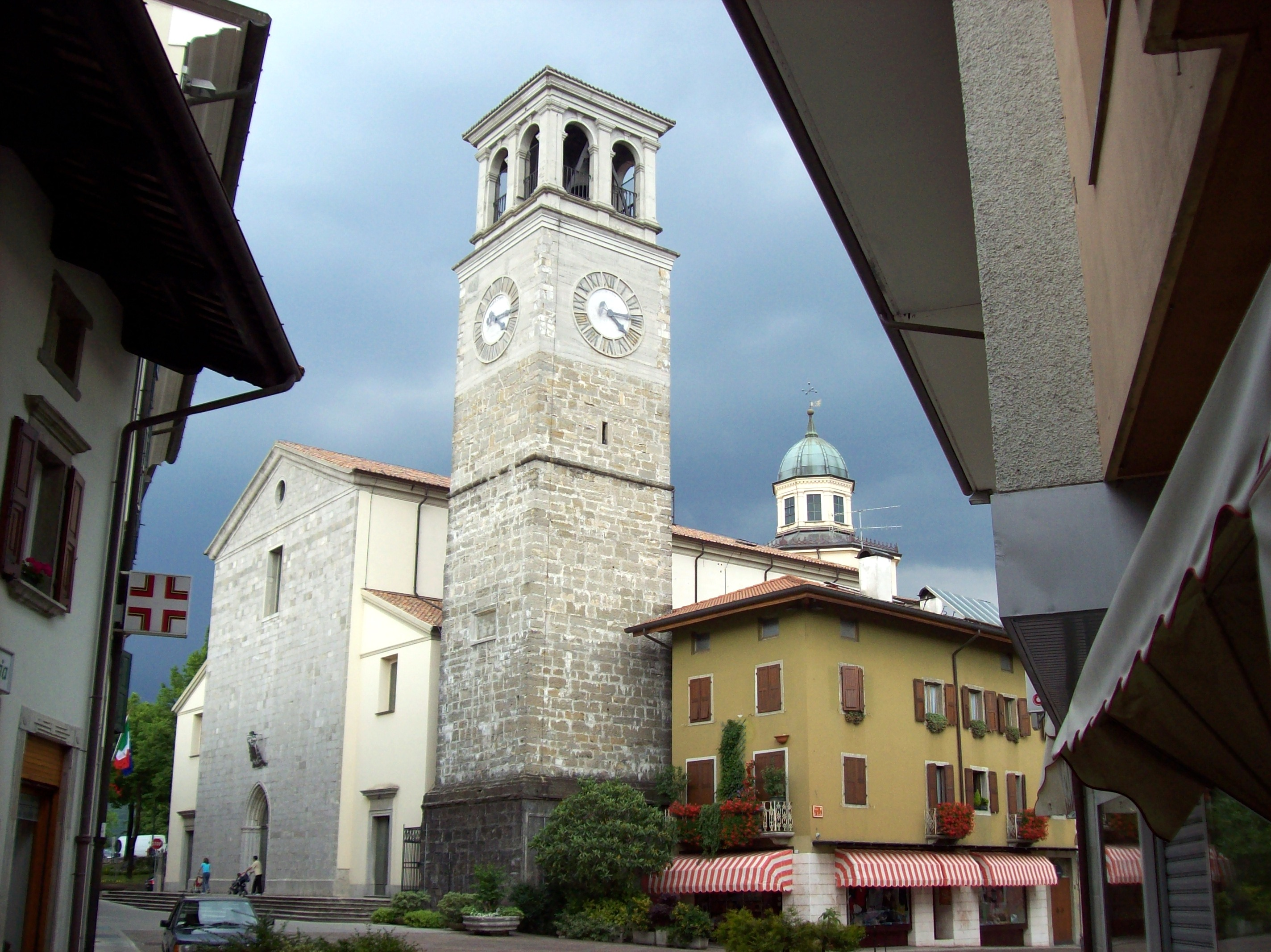
Església San Pietro
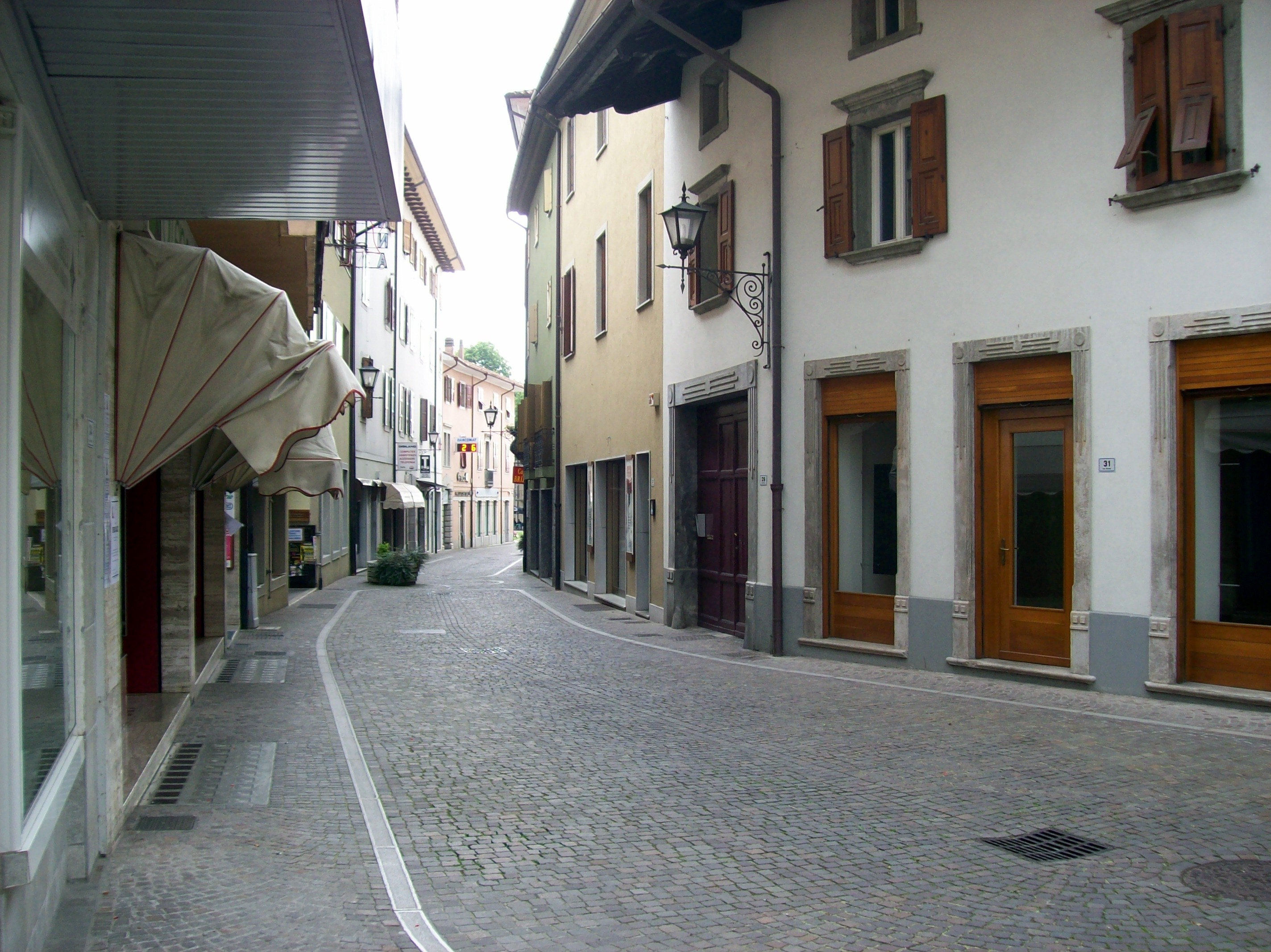
Scorcio della via Roma